# Manaurotting
Manaurotting (Calamus manan) är en enhjärtbladig växtart som beskrevs av Friedrich Anton Wilhelm Miquel. Manaurotting ingår i släktet rottingpalmer och familjen palmer (Arecaceae). Inga underarter finns listade i Catalogue of Life.
Denna palm förekommer i Sydostasien på Malackahalvön, på Sumatra och på södra Borneo. Den hittas oftast i fuktiga bergstrakter mellan 600 och 1000 meter över havet på lutande ytor. Manaurotting bildar tillsammans med andra träd städsegröna skogar.
På palmens topp växer cirka 8 meter långa blad. Manaurotting har en ungefär 2,5 meter lång blomställning. Efter befruktningen utvecklas rund eller ovala frukter som har en diameter av 2 till 3 cm. Enligt en studie från 1999 blommar manaurotting varje år mellan oktober och december och frukterna är mogna 16 till 17 månader senare.
Palmens trä är uppskattat och det används för möbler.